# Nemesia uncinata
Espèce
Nemesia uncinata est une espèce d'araignées mygalomorphes de la famille des Nemesiidae.

## Distribution
Cette espèce se rencontre au Portugal en Algarve et en Espagne en Estrémadure et en Andalousie,,.

## Description
Le mâle holotype mesure 15 mm.
Le mâle décrit par Decae, Cardoso et Selden en 2007 mesure 14,8 mm et les femelles de 20,5 à 23,2 mm.
Le mâle décrit par Pertegal et Molero-Baltanás en 2022 mesure 12,47 mm et les femelles de 9,90 à 14,10 mm

## Systématique et taxinomie
Cette espèce a été décrite par Bacelar en 1933.

## Publication originale
- Bacelar, 1933 : « Araignées théraphoses nouvelles ou peu connues de la faune ibérique. » Boletim da Sociedade Portuguesa de Ciencias Naturais, vol. 11, p. 285-290.